# Lista de pilotos de Formula 1 que defenderam seus países em Jogos Olímpicos ou Paralímpicos
Este artigo traz uma Lista de pilotos de Fórmula 1 que defenderam seus países em Jogos Olímpicos ou em Jogos Paralímpicos, sejam eles de verão ou de inverno.
Até hoje, apenas 7 pilotos de Formula 1 competiram em Jogos Olímpicos, sendo 6 homens e 1 mulher. Inclui-se nesta lista também mais um piloto que disputou   Jogos Paralímpicos, totalizando 8 atletas.

## Atletas que defenderam seus países na F-1 e em Jogos Olímpicos
Jogos Olímpicos de Verão
| # | Atleta                | Anos na F-1 | Esporte Olímpico | Olimpíadas Disputadas                                 | Info                                                                                         |
| - | --------------------- | ----------- | ---------------- | ----------------------------------------------------- | -------------------------------------------------------------------------------------------- |
| 1 | Birabongse Bhanubandh | 1950 a 1955 | Iatismo          | Melbourne-1956, Roma-1960, Tóquio-1964 e Munique-1972 | Primeiro piloto de F-1 a disputar uma edição de Jogos Olímpicos, seja de Verão ou de Inverno |
| 2 | Roberto Mières        | 1953 a 1955 | Iatismo          | Roma-1960                                             |                                                                                              |
| 3 | Ben Pon               | 1962        | Tiro esportivo   | Munique-1972                                          |                                                                                              |

Jogos Olímpicos de Inverno
| # | Atleta             | Anos na F-1 | Esporte Olímpico                           | Olimpíadas Disputadas                                          | Info                                                                       |
| - | ------------------ | ----------- | ------------------------------------------ | -------------------------------------------------------------- | -------------------------------------------------------------------------- |
| 1 | Alfonso de Portago | 1956 a 1957 | Bobsleigh                                  | Cortina d'Ampezzo-1956                                         | Primeiro piloto de F-1 a disputar uma edição de Jogos Olímpicos de Inverno |
| 2 | Bob Said           | 1959        | Bobsleigh                                  | Grenoble-1968                                                  |                                                                            |
| 3 | Robin Widdows      | 1968        | Bobsleigh                                  | Innsbruck-1964 e Grenoble-1968                                 |                                                                            |
| 4 | Divina Galica      | 1976 e 1978 | Esqui alpino, Slalom e Esqui de velocidade | Innsbruck-1964, Grenoble-1968, Sapporo-1972, Albertville -1992 | Única mulher desta lista                                                   |

## Atletas que defenderam seus países na F-1 e em Jogos Paralímpicos
Jogos Paralímpicos de Verão
| # | Atleta             | Anos na F-1        | Esporte Paralímpico | Paralimpíadas Disputadas | Info |
| - | ------------------ | ------------------ | ------------------- | ------------------------ | ---- |
| 1 | Alessandro Zanardi | 1991 a 1994 e 1999 | Paraciclismo        | Londres-2012, Rio-2016   |      |